# Püistenasu
Püistenasu ist eine unbewohnte Insel, 150 Meter von der größten estnischen Insel Saaremaa entfernt. Die Insel liegt in der Landgemeinde Saaremaa im Kreis Saare. Sie liegt in der Bucht Köllu laht im Kahtla-Kübassaare hoiuala.
Püistekare ist 60 Meter lang und 50 Meter breit.